# Challenger de Jönköping
EL RC Hotel Open es un torneo profesional de tenis. Pertenece al ATP Challenger Series. Celebrado en Jönköping, Suecia desde 2016.

## Resultados

### Individuales
| Año  | Campeón        | Finalista      | Resultado        |
| ---- | -------------- | -------------- | ---------------- |
| 2016 | Andrey Golubev | Karen Jachanov | 6–79, 7–65, 7–64 |

### Dobles
| Año  | Campeones                     | Finalistas                    | Resultado        |
| ---- | ----------------------------- | ----------------------------- | ---------------- |
| 2016 | Isak Arvidsson Fred Simonsson | Markus Eriksson Milos Sekulic | 6-3, 3-6, [10-6] |